# Valluvar Kottam

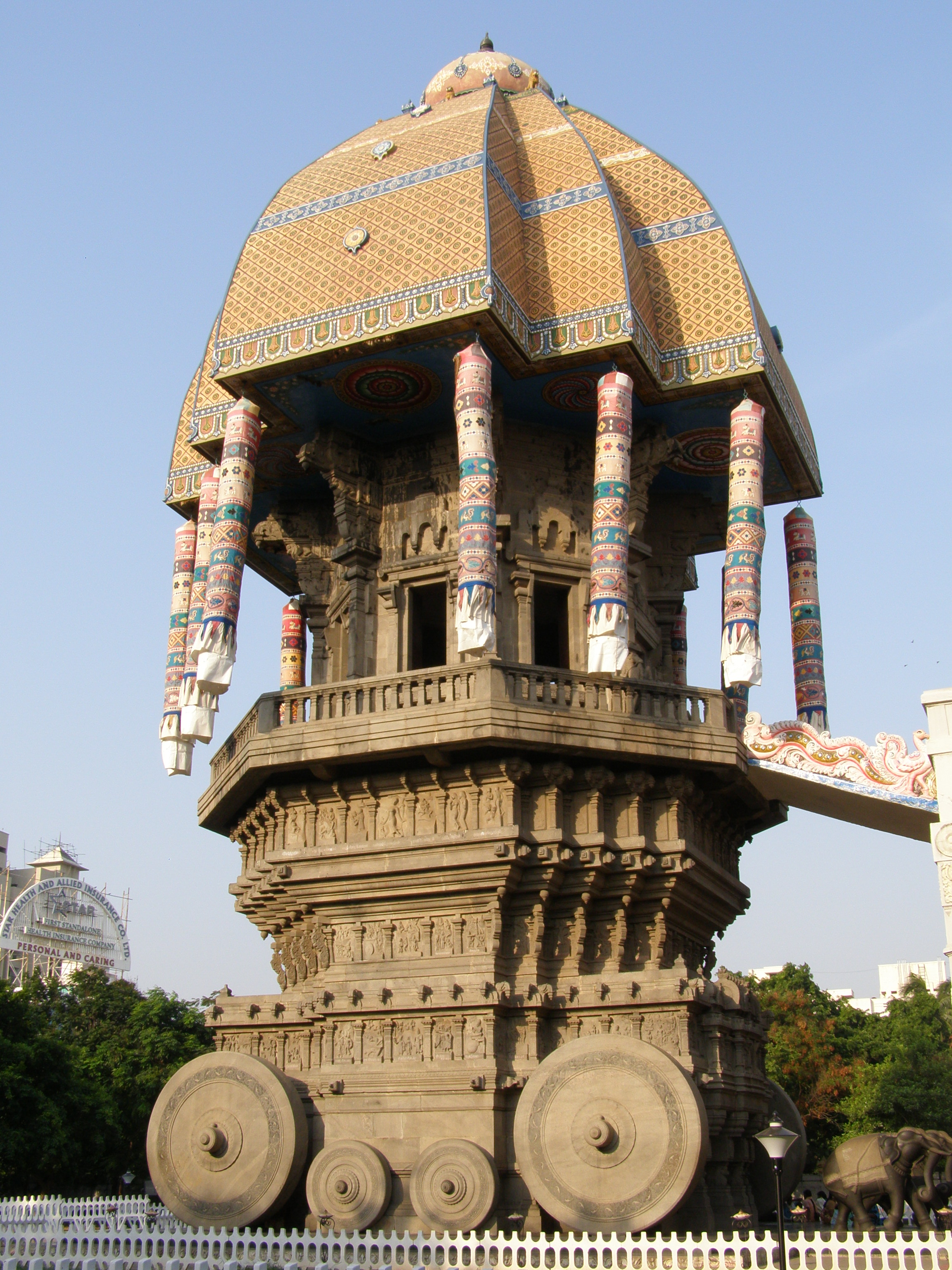
Der steinerne Tempelwagen

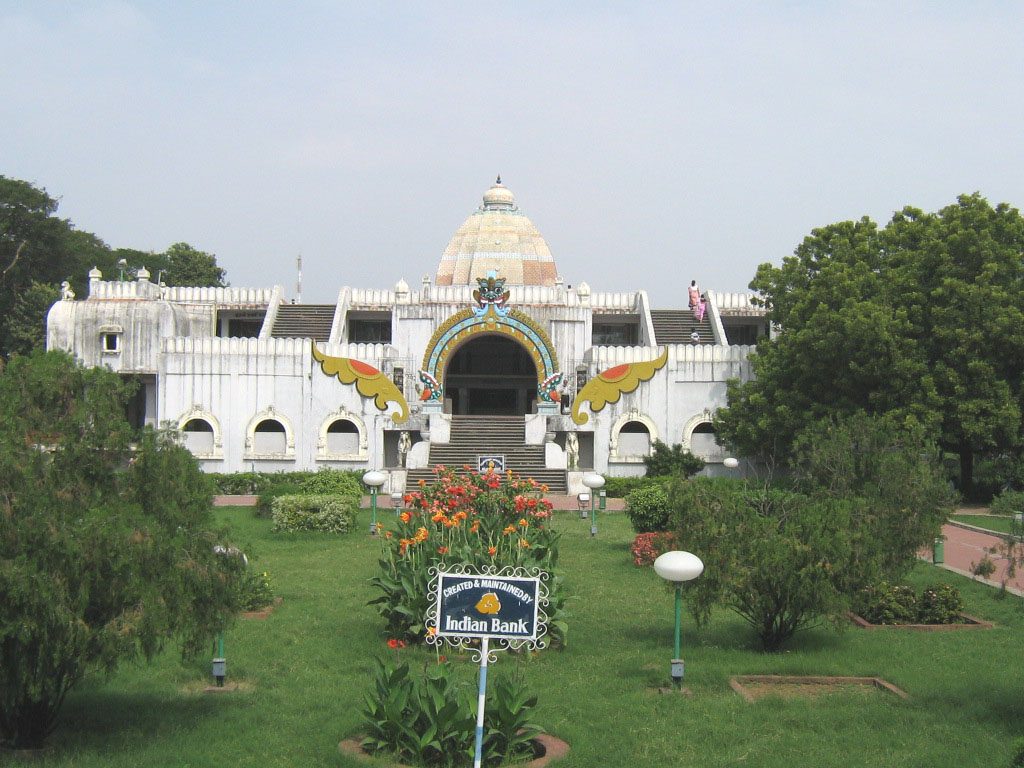
Frontansicht des Auditoriums

Das Valluvar Kottam (Tamil: வள்ளுவர் கோட்டம் [ˈʋaɭːɯʋər ˈkoːʈːʌm]) ist ein 1976 erbautes Denkmal für den Dichter Tiruvalluvar (Valluvar) in Chennai (Madras), der Hauptstadt des indischen Bundesstaates Tamil Nadu. Der Dichter Tiruvalluvar verfasste wahrscheinlich im 5. oder 6. Jahrhundert das ethisch-moralische Lehrgedicht Tirukkural, das unter den Tamilen ein hohes Ansehen genießt.

## Baubeschreibung
Das Valluvar Kottam befindet sich im Stadtteil Nungambakkam an der Stelle eines zugeschütteten Sees. Es wurde vom Bildhauer V. Ganapati Sthapati geplant und ist im traditionellen südindischen Architekturstil, wie er sich in den mittelalterlichen Hindutempeln Tamil Nadus findet, erbaut. Kernstück der Anlage ist ein 67 × 30 Meter großes Auditorium mit 4000 Plätzen. Alle 1330 Verse des Tirukkural sind in die Granitsäulen der Galerie, die den Raum umgibt, eingraviert. Auf dem Dach des Auditoriums befindet sich eine Dachterrasse mit zwei Wasserbecken. Die Anlage ist von einem Garten umgeben.
Das auffälligste architektonische Merkmal des Valluvar Kottam ist die über 30 Meter hohe steinerne Nachbildung eines Tempelwagens, das am Ende der Hauptachse des Gebäudes steht. Die Basis des Tempelwagens ist mit Flachreliefs ausgestattet, welche die 133 Kapitel des Tirukkural darstellen. Im Inneren des Tempelwagens befindet sich eine Statue Tiruvalluvars.

## Entstehungsgeschichte
Die Tiruvalluvar-Statue ist ein Prestigeprojekt des Politikers M. Karunanidhi, des Vorsitzenden der tamilisch-nationalistischen DMK-Partei und ehemaligen Chief Ministers von Tamil Nadu. Karunanidhi und die DMK stilisierten Tiruvalluvar zu einer Ikone des tamilischen Kulturnationalismus. Auf eine Initiative Karunanidhis geht auch der Bau eines zweiten monumentalen Tiruvalluvar-Denkmals, der Tiruvalluvar-Statue in Kanyakumari an der Südspitze Indiens, zurück.
Der Bau eines Denkmals für Tiruvalluvar und der Rückgriff auf traditionelle südindische Bauformen sollte die tamilische Identität der ansonsten stark durch die britische Kolonialzeit geprägten Stadt Chennai unterstreichen. Zugleich setzte sich Karunanidhi mit dem Valluvar Kottam selbst ein Denkmal. Der steinerne Tempelwagen ist eine überdimensionierte Nachbildung des Tempelwagens der Stadt Tiruvarur, aus deren Nähe Karunanidhi stammt, und unterstreicht so die Verbindung zwischen Karunanidhi und dem Valluvar Kottam. Ursprünglich sollte er aus rotem und schwarzen Granit gebaut werden (Rot und Schwarz sind die Parteifarben der DMK). Die Karunanidhi-Regierung wurde aber 1976 während des von Indira Gandhi verhängten Ausnahmezustands vor der Fertigstellung des Valluvar Kottam abgesetzt und das Bauwerk wurde in gewöhnlichem grauen Granit zu Ende gebaut. Auch die geplante pompöse Einweihungszeremonie wurde abgesagt. Als Karunanidhi 1989 wieder in das Amt des Chief Ministers zurückkehrte, wählte er das Valluvar Kottam symbolträchtig als Ort seiner Amtseinführung.

## Bilder

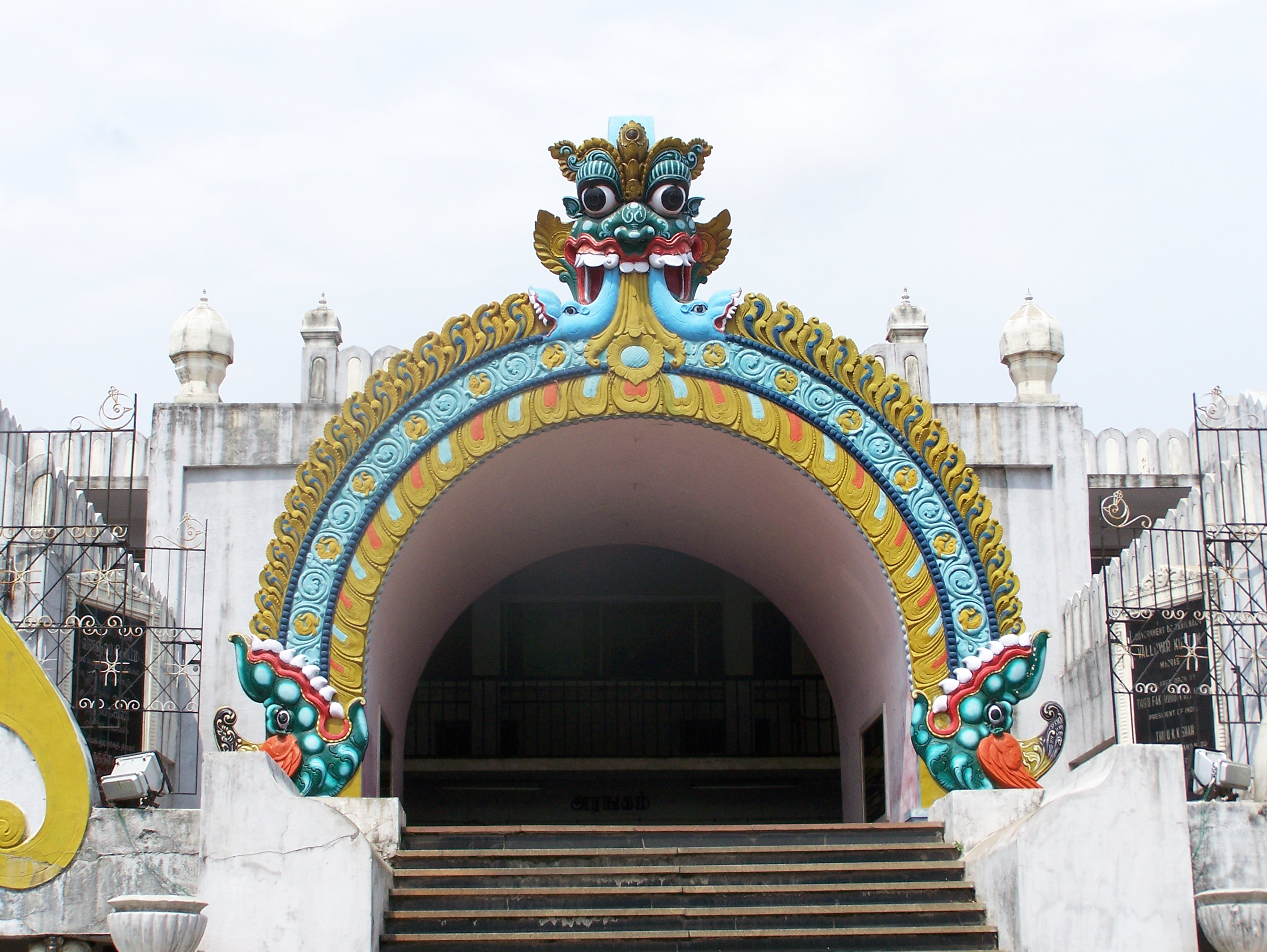
Eingang
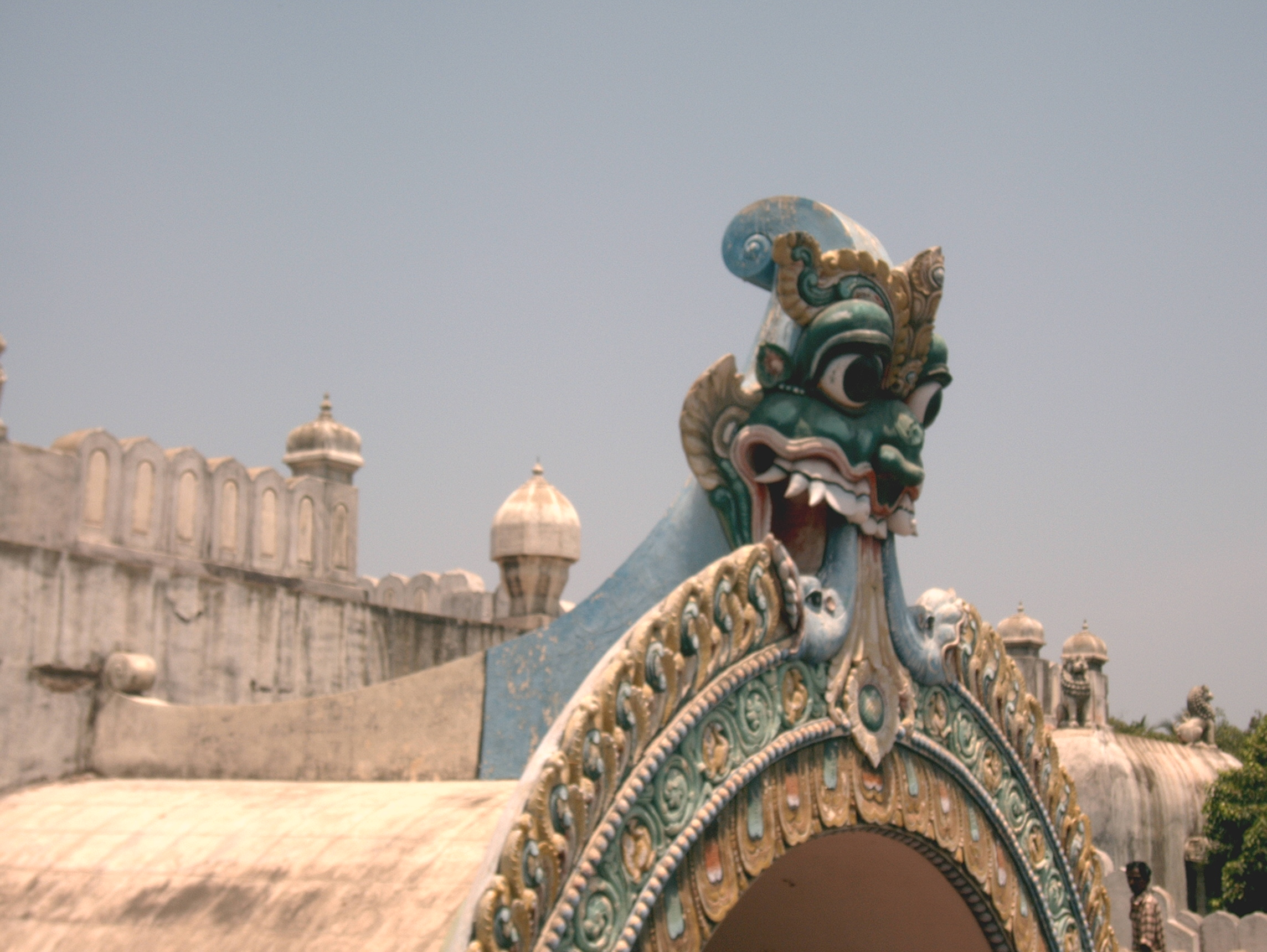
Detail des Eingangs
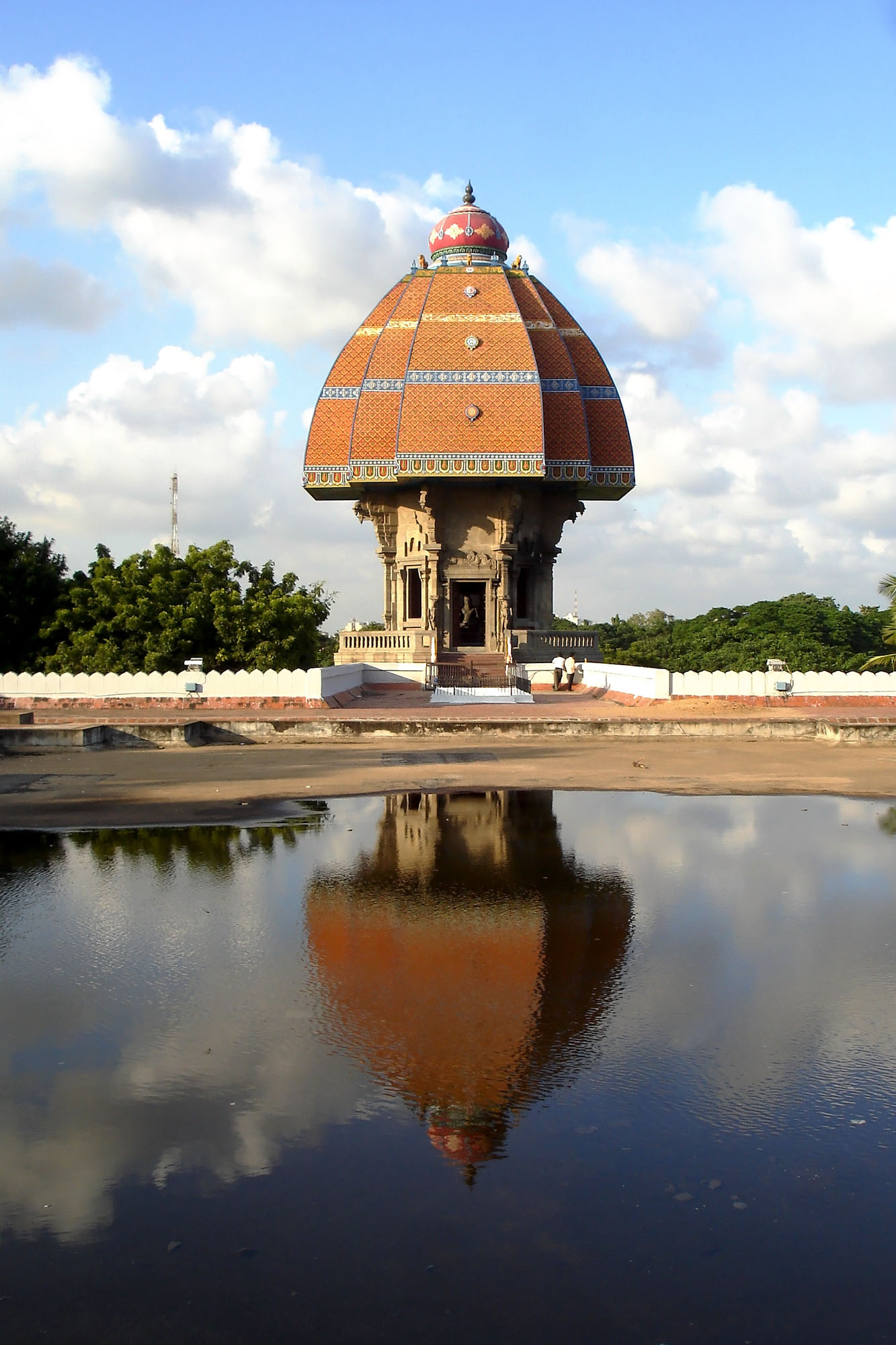
Der Tempelwagen von der Dachterrasse gesehen
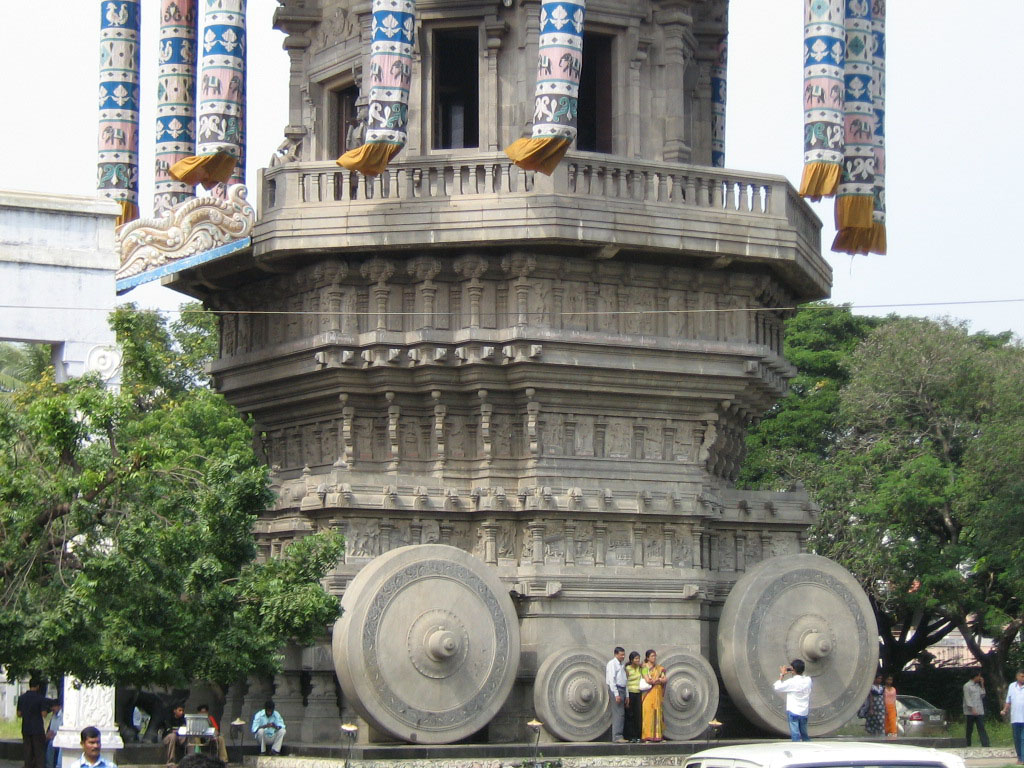
Detailansicht des Tempelwagens